# 베타 입자

알파선은 헬륨 원자핵으로 생성되어 있으므로 종이 한 장으로 쉽게 막을 수 있다. 베타선은 전자로 구성되어 있으므로 알루미늄 판으로 막을 수 있다. 고에너지 광자로 구성된 감마선은 조밀한 물질(물이나 철근 콘크리트)을 통과하며 점차 흡수된다.

베타 입자(beta particle)는 칼륨-40과 같은 몇몇 방사능 핵종에서 방출되는 고에너지, 고속의 전자나 양전자 입자를 말한다. 전리 방사선의 형태로 방출되는 베타 입자를 베타 광선이라 하며, 베타 입자의 방출 과정은 베타 붕괴라 부른다. 베타는 그리스 문자 베타(β)에서 따온 것이다. 두 가지 형태의 베타 붕괴가 있는데, β−와 β+는 각각 전자와 양전자로 구성된 것을 말한다.
칼륨과 같은 방사성 원자핵에서 방출되는 높은 에너지와 높은 속도를 가진 전자 또는 양전자를 베타입자라고 한다. 베타입자들은 베타선이라는 전리방사선의 형태로 방출된다. 이러한 베타입자들이 생산되는 과정을 베타붕괴라고 한다. 베타붕괴에는 β−붕괴와 β+붕괴(각각 전자와 양전자를 발생시킨다)의 2가지 형태가 존재한다.

## β- 붕괴 (전자 방출)
과잉된 중성자를 가진 불안정한 원자핵은 β− 붕괴를 할 수 있다. β−붕괴는 중성자가 양성자, 전자, 전자형태의 반중성미자(중성미자의 반입자)로 변환된다.
n → p + e- + νe
이 과정은 약한 상호작용으로 인해 일어난다. 중성자가 가상의 W보손 방출에 의해 양성자로 변한다. 쿼크수준에서, W-방출은 아래쿼크를 위쿼크로 바꿔서 중성자(1개의 위쿼크와 2개의 아래쿼크)를 양성자(2개의 위쿼크와 1개의 아래쿼크)로 바꾼다. 그런 후, W보손은 전자나 반중성미자로 붕괴한다.
β−붕괴는 보통 원자로에서 생산된 과중성자 핵분열의 부산물에서 발생한다. 자유 중성자들도 이 과정을 통해 붕괴한다. 두 과정 모두 핵분열 반응기 연료봉에서 베타선과 전자 반중성미자들을 생산한다.

## β+ 붕괴 (양전자 방출)
과잉된 양성자를 가진 불안정한 원자핵은 양전자 붕괴라고도 불리는 β+ 붕괴를 할 수 있다. β+붕괴는 양성자가 중성자, 양전자, 전자형태의 중성미자로 변환된다.
p → n + e+ + νe
β+붕괴는 오직 핵분열 결과 생긴 딸핵의 에너지가 모핵의 에너지보다 높은 결합에너지를 가질 때 원자핵 내부에서만 일어날 수 있다.

## 다른 물질과의 상호작용
알파, 베타, 감마 세 종류의 방사성 물질에서의 붕괴 중, 베타붕괴는 중간정도의 투과력과 중간정도의 이온화능을 가진다. 베타 입자는 붕괴하는 방사성 물질에 따라 그 에너지가 다르지만, 대부분의 베타입자들은 수mm의 알루미늄으로 차단시킬 수 있다. 베타선은 감마선보다 이온화능이 강하다. 물체를 통과할 때, 베타입자는 속도가 느려지면서 전자기적 상호작용으로 제동복사 X선을 낸다.
물에서 일어나는 핵분열에 의해 생산된 베타선들은 일반적으로 물속에서의 광속을 넘어선다. (물 속에서의 광속은 진공속 빛의 속도의 75% 정도이다.) 그리고, 물속을 통과하면서 푸른색 체렌코프 방출을 한다. 풀형 원자로의 연료봉에서 방출된 강력한 베타 방출은 반응기를 보호하면서 덮고 있는 투명한 물을 통해서 볼 수 있다.

## 이용
베타 입자들은 눈이나 뼈의 암 등 건강을 다루는데 쓰이고, 인체 내부 관찰을 위해 사용되기도 한다. 스트론튬은 베타입자를 생산하는 가장 일반적인 물질이다.
또, 베타입자들은 종이 등의 물질의 두께를 알아볼 때 쓰이기도 한다. 몇몇 베타입자들은 물체를 통과하는 도중에 흡수되기도 한다. 만약 물체가 너무 두껍거나 너무 얇으면, 그에 해당하는 양만큼 흡수될 것이다.
“베타 전구”이라고 불리는 조명장치는 삼중수소와 인광체를 포함하고 있다. 삼중수소가 붕괴하면서 베타 입자들을 방출하는데, 이것들이 인광체를 치면서 광자를 발산하게 한다. 이 조명장치는 외부의 전력이 필요하지 않고, 삼중수소가 존재하는 한 지속된다. 조명장치의 빛의 세기는 삼중수소의 반감기인 약 12년 후에 절반으로 감소할 것이다.
방사성 추적자 동위원소의 β+붕괴는 양전자 방출 단층촬영(PET scan)에 사용되는 양전자의 원료가 된다.

## 건강
베타 입자들은 물질들을 관통하여 분자구조를 변형시키기도 한다. 이러한 변화는 암이나 죽음과 같은 심각한 결과를 초래할 수 있다. 만약 DNA의 분자구조가 변형된다면 돌연변이를 만들어낼 것이다.
또한, 베타입자들은 암세포를 죽이는데 사용되기도 한다.

## 같이 보기
- 알파 입자
- 베타 붕괴